# Leitner Mária
Leitner Mária (Varasd, 1892. január 19. – Marseille/Belgrád, 1942. március 14.) német nyelvű magyar író és újságíró volt. A "titkos tudósítások" úttörőjeként emlékeznek rá.Testvére, Lékai János (1895–1925) magyar író, újságíró, lapszerkesztő, politikus, publicista volt.

## Korai évek
Kétnyelvű zsidó családból származott. Szülei három feljegyzett gyermeke közül a legidősebbként született 1892. január 19-én Varasdon, a mai Horvátországban. Édesapja, Leitner Leopold egy kis építőipari vállalkozást vezetett. 1896-ban a család Budapestre költözött, ahol felnőtt, és 1902–1910 között a "Királyi Felsőbb Leányiskolába" járt. Valószínűleg itt tanulta meg mind az angol, mind a francia nyelvet. Ezután művészettörténetet tanult Bécsben és Berlinben, majd Paul Cassirer berlini galériájában töltött szakmai gyakorlatot, amelynek eredményeként németre fordította William Hogarth "Aufzeichnungen" című művét.

## Karrier
1913-tól Az Est című újságnál dolgozott. A háború kitörése után, 1914 nyarán riporterként dolgozott – egy időben Stockholmból tudósított a budapesti lapoknak. 1920-ban baloldali antimilitarista tevékenysége miatt Magyarországról Németországba menekült. 1920-ban Németországban különböző újságoknak írt, az Ullstein kiadónak pedig könyvkritikákat. Hotel Amerika című könyvében a szegény Amerikát írja le belülről. Ennek következtében luxusszállodákban takarítónőként alkalmazták. Munkássága így kapcsolódott a weimari köztársaságban divatos Neue Sachlichkeit ("Új tárgyilagosság") irodalmi áramlatához.
1933-ban, a nácik hatalomra kerülése után a zsidó származású, forradalmár emigrált Németországból és száműzetésbe vonult. Műveit a náci Németországban betiltották. Megélhetését a Moszkvában kiadott Das Wort című náciellenes folyóiratba írt írásaival kereste. 1940-ben Franciaországban tartózkodott, és számos németországi száműzötthez hasonlóan őt is a gursi internálótáborba internálták. Sikerült megszöknie, de Franciaországot nem hagyhatta el. Halálának körülményei tisztázatlanok. 1940. júliusában írt Hubertusnak, Löwenstein-Wertheim-Freudenberg hercegének, a Német Kulturális Szabadság Amerikai Céhének alapítójának. Összesen már legalább 12 levelet írt a céhnek 1938–1941 között, amelyben segítséget kért: a leveleket a céh a "Német száműzöttek archívumában" őrizte meg. 1938-ban ez az utolsó kétségbeesett segítségkérés Leitner utolsó ismert írása. Utoljára azonban 1941. elején látta őt utoljára Marseille-ben Anna Seghers és Alexander Abusch.
Lehet, hogy száműzetésben halt meg: az egyik forrás szerint éhen halt Marseille-ben, elszigetelten. Egy másik szerint egyike volt a sok németországi zsidó politikai száműzöttnek, akik nem kaptak kiutazási vízumot a francia hatóságoktól, ezért összegyűjtötték és németországi koncentrációs táborokba deportálták, ahol sokukat megölték.

## Művei
- Hotel Amerika (Berlin-Weimar, 1930, 1974)
- Eine Frau reist druch die Welt (Berlin-Bécs, 1932, 1962)
- Mädchen mit drei Namen. Reportagen aus Deutschland und ein Berliner Roman, 1928–1933 (2013)
- Elisabeth, ein Hitlermädchen. Ein Roman und Reportagen (1934–1939) (2014)
- Elisabeth, a Hitler-lány. Regény és riportok, 1934–1939; utószó Köves József; K.u.K., Budapest, 2020

## Fordítás
- Ez a szócikk részben vagy egészben  a   Maria Leitner című angol Wikipédia-szócikk ezen változatának fordításán alapul.  Az eredeti cikk szerkesztőit annak laptörténete sorolja fel. Ez a jelzés csupán a megfogalmazás eredetét és a szerzői jogokat jelzi, nem szolgál a cikkben szereplő információk forrásmegjelöléseként.